# Мурзаев, Булат Якубович
Булат Якубович Мурзаев (род. 1982, Махачкала) — российский спортсмен, специализируется по ушу, бронзовый призёр чемпионата мира по ушу-саньда, обладатель Кубка мира.

## Биография
Ушу занимается с 1999 года. Является воспитанником махачкалинского спортивного клуба «Триада». Тренировался у Халила Туралова. В 2001 году стал обладателем Кубка мира и бронзовым призёром чемпионата мира. В мае 2004 в Италии года стал чемпионом на первенстве мира среди профессионалов в стиле ушу-саньда. В 2004 году Булат Мурзаев начал свою профессиональную карьеру по смешанным единоборствам, однако провёл лишь один бой в промоушене WSFC 29 октября того же года, техническим нокаутом (остановка врачом) проиграл Дмитрию Качинскому.

## Спортивные достижения
- Кубок мира по ушу 2001 — ;
- Чемпионат мира по ушу 2001 — ;

## Личная жизнь
В 1999 году школу № 30 в Махачкале.